# Echium sabulicola
Échium sabulícola — травянистое двулетнее растение рода Синяк (Echium) семейства Бурачниковые (Boraginaceae).

## Морфология
Стебель высотой до 70 см. Цветы у него расцветают по мере роста стебля, взбираясь наверх, по 5 штук. Венчик зигоморфный 12-22 мм шириной, с пятью лепестками. Растение цветёт в конце апреля и в благоприятных условиях в осенние месяцы.

## Распространение
Это растение песчаных побережий западной части Средиземноморья от Испании на восток к югу Франции и Италии, включая Балеарские острова, Корсику, Сардинию и Сицилию.
Требует много солнца, выносит прямые солнечные лучи и сухие периоды.